# Expulzare

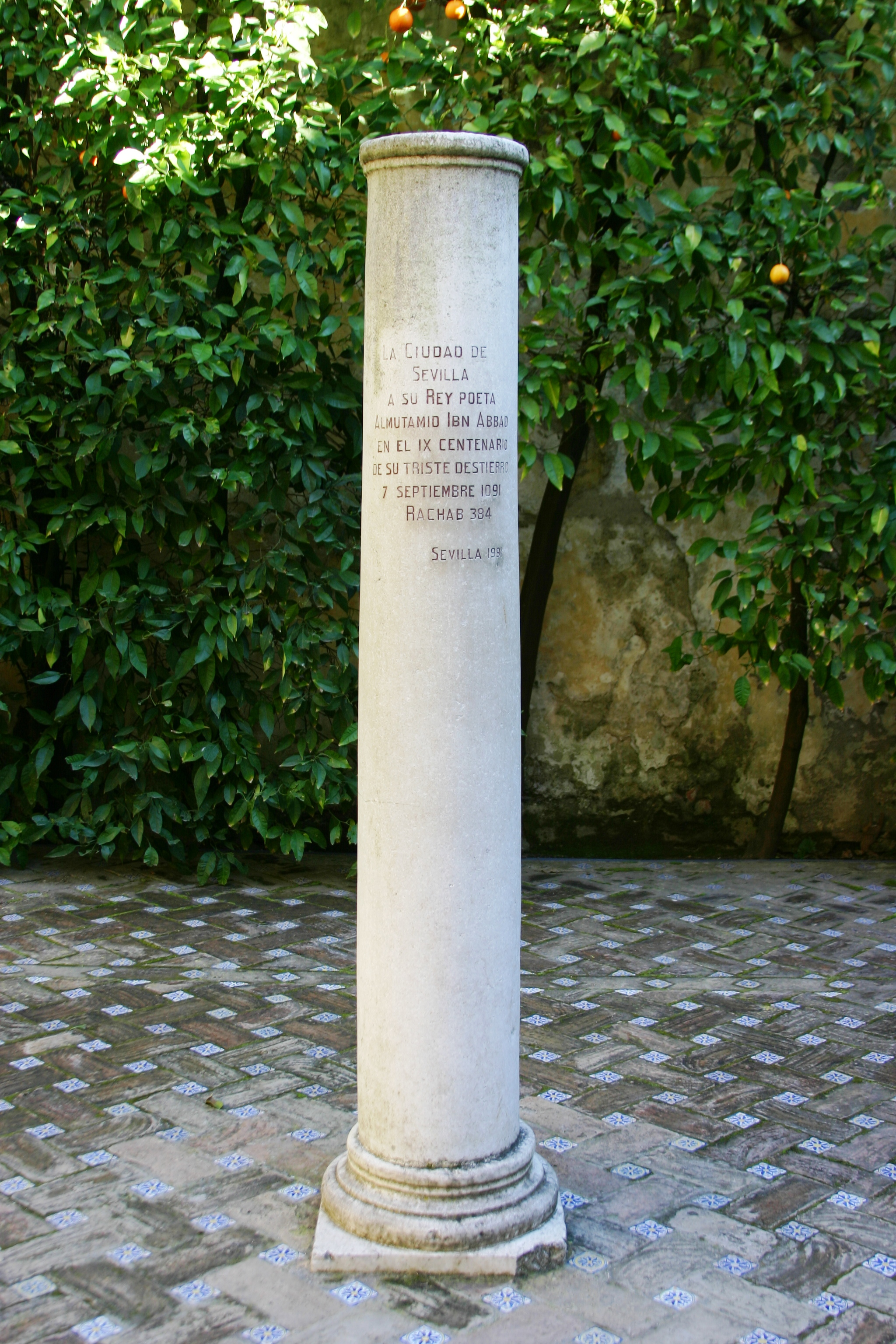
Columna lui Al-Mu'tamid, (Grădina Galerei, Grădinile Regilor Alcázares, Sevilla).

Expulzarea (surghiunirea, exilarea sau dezrădăcinarea, proscrierea) este un tip de pedeapsă pe care un Stat poate să o impună vreunei persoane pentru ca ar fi comis o infracțiune sau o faptă delictivă. Constă în a-l expulza pe cineva dintr-un loc sau dintr-un teritoriu; aceasta numindu-se expulzare limitată (fiind vorba, de obicei, de limita teritoriului asupra căreia se extinde suveranitatea celui care impune pedeapsa).
Înainte vreme, era o pedeapsă foarte comună, și era utilizată drept pedeapsă imediat inferioara pedepsei cu moartea. De obicei, neîndeplinirea expulzării din partea persoanei expulzate se pedepsea cu moartea
În prezent, aplicarea acestei pedepse este mult mai dificilă. Problema principală este că țara vecină nu este obligată să accepte persoana proscrisă.

## În drept
Expulzarea reprezintă o formă prin care un stat poate înlătura de pe teritoriul său străini care produc infracțiuni. De exemplu, în România, în cazul în care un străin care până la momentul respectiv a avut drept de rezidență comite o contravenție, acesta poate fi expulzat, în conformitate cu legea penală.

## Exilări, expulzări celebre
- Ovidiu În toamna anului 8 d.Hr., în timp ce poetul se afla pe insula Elba, în mod neașteptat, fără un vot prealabil al Senatului, Augustus hotărăște exilarea lui Ovidiu la Tomis, pe țărmul îndepărtat al Pontului Euxin.
- Luis Colon y Rojas, duce de Veragua (titlu obtinut in 1556) și Marchiz de Jamaica (nepot al lui Cristofor Columb) care a murit , în 1573 în exil, în Oran (localitate acum, în Algeria), acuzat de poligamie.